# Rigoberta Menchú
Rigoberta Menchú Tum (n. 9 ianuarie 1959, Laj Chimel⁠(d), Quiché Department⁠(d), Guatemala) este o femeie indigenă din Guatemala, de etnie Quiche, cunoscută pentru lupta sa pentru promovarea drepturilor aborigenilor din țară și a implicării acestora în Războiul Civil Guatemalez.
În 1992 i s-a decernat Premiul Nobel pentru Pace.
A obținut și titlul de Ambasador al Bunăvoinței UNESCO.
Participă în viața politică, candidând pentru președinție în 2007 și 2011.

## Biografie
S-a născut într-o familie săracă. Tatăl, Vicente Menchú, a fost membru al Armatei de Gherilă a Săracilor ("Ejército Guerrillero de los Pobres").
În tinerețe a muncit, ca majoritatea amerindienilor, în condiții dificile pe plantații de bumbac sau de cafea.
În acest context social, în care drepturile omului pentru etnicii indieni erau încălcate, Rigoberta se implică în lupta tatălui ei.
În 1981 este exilată și reușește să fugă în Mexic, unde a fost găzduită de un episcop. Un an mai târziu și-a povestit parcursul biografic scriitoarei Elizabeth Burgos, specialistă în antropologie. Biografia rezultată astfel descrie de asemenea viața și tradițiile indienilor din Guatemala. Această carte, precum și campania condusă de Rigoberta Menchú pentru dreptate socială, au atras atenția publicului internațional asupra conflictelor dintre indieni și guvernul militar din țară.
La 33 de ani primește Premiul Nobel, fiind cea mai tânără laureată și prima indiană căreia i sa acordat prestigioasa medalie.